# El Felino
Jorge Luis Casas Ruiz  (nacido el 22 de marzo de 1964) es el segundo hijo de Pepe Casas y un luchador profesional mexicano, más conocido bajo el nombre de El Felino quien trabaja actualmente en el Consejo Mundial de Lucha Libre (CMLL). Casas comenzó su carrera profesional de lucha libre bajo el nombre de Babe Casas, trabajando para la Universal Wrestling Association (UWA). En 1989 adoptó el personaje del "Felino" en 1989, vistiendo un traje naranja de cuerpo entero y una máscara de gato asegurada. Con la excepción de un breve período en Asistencia Asesoría y Administración (AAA) en 1999, Casas ha trabajado para el Consejo Mundial de Lucha Libre desde que adoptó el personaje de "El Felino". El Felino era originalmente un enmascarado o luchador profesional enmascarado, pero se vio obligado a desenmascararse en marzo de 2010 debido a la pérdida de su lucha.

## Carrera

### Consejo Mundial de Lucha Libre (1989-1999)
Felino ganó el Campeonato Nacional de Peso Wélter el 5 de julio de 1992 en la Ciudad de México, D.F. al derrotar al 2 veces campeón Ciclón Ramírez. Felino dejó el título después de ganar el Campeonato Mundial de Peso Wélter del CMLL el 16 de julio de 1992. El 17 de julio de 1992 Felino ganó el CMLL World Welterweight Championship al derrotar a América en Cuernavaca, Morelos. Perdió el campeonato ante Ciclón Ramírez el 21 de mayo de 1993 en la Ciudad de México. Felino ganó el campeonato el 30 de marzo de 1994 en Acapulco, Guerrero. El 21 de junio de 1994 perdió el título de El Pantera II en Cuernavaca, Morelos.

### Asistencia Asesoría y Administración (1999)
Casas dejó el CMLL para unirse a la empresa rival AAA en 1999, haciendo que el cambio sea parte de una larga disputa entre su hermano menor Heavy Metal y su padre Pepe Casas. Su primera lucha en AAA tuvo lugar el 18 de abril de 1999 cuando él, Heavy Metal y Perro Aguayo Jr. derrotaron a El Texano, Espectro Jr. y Sangre Chicana. Llegaron a su punto máximo en Triplemanía VII el 11 de junio de 1999. En el evento semi-principal, El Felino y Heavy Metal derrotaron a Kick Boxer y Thai Boxer en donde la cabellera de Pepe Casas estaba en juego si los hermanos Casas habían perdido. Como resultado de su victoria, el árbitro El Tirantes se afeitó el cabello.
A finales de ese mismo año, El Felino dejó AAA, y su última en la compañía se llevó a cabo el 17 de octubre y vio a El Felino, Hator, La Parka Jr. y Path Finder derrotar a Los Vipers (Abismo Negro & Electroshock), El Hijo del Espectro y El Hijo del Solitario.

### Regreso al CMLL (1999-presente)
Ganó el campeonato una vez más por la victoria sobre Nosawa el 21 de septiembre de 2001 en la Ciudad de México. En 2002 ganó el torneo Leyenda de Plata. Su tercer reinado del Campeonato Mundial de Peso Wélter del CMLL duró más de 2 años y termina con una derrota ante El Satánico el 25 de noviembre de 2003 en la Ciudad de México. El 5 de diciembre de 2003, Felino, Volador, Jr. y Safari ganaron el vacante Campeonato Nacional de Tríos al derrotar a Alan Stone, Super Crazy y Zumbido en una final de torneo. Perdieron el Campeonato Nacional de Tríos el 25 de marzo de 2005 ante el Dr. X, Nitro y Sangre Azteca.
En julio de 2008, Mr. Niebla regresó a CMLL, formando un grupo con Negro Casas y Heavy Metal llamado La Peste Negra, un grupo rudo que tenía un enfoque más cómico para la lucha libre. El trío comenzó a usar grandes pelucas afro, pintando sus caras de negro y bailando durante sus entradas y, en general, trabajó un estilo de partido menos serio de lo que era inusual, especialmente para un luchador serio como Negro Casas.
A principios de 2010, El Felino comenzó una rivalidad con La Sombra. La disputa comenzó el 2 de febrero de 2010 una lucha entre El Felino y La Sombra, después de que cada luchador ganara una caída, Puma King, el hijo de El Felino, apareció con un traje y una máscara de El Felino, distrayendo tanto al árbitro como a La Sombra. El tiempo suficiente para que El Felino le dé un golpe bajo a La Sombra para ganar el combate. Una vez más, Puma King intentó ayudar a su tío, pero esta vez el árbitro descalificó a El Felino por la transgresión.  Después del evento principal del show del 21 de febrero entre Místico, La Máscara y Negro Casas contra Volador Jr., Último Guerrero y Héctor Garza. Durante el evento principal, La Sombra acudió en ayuda de Volador Jr, mientras que El Felino ayudó a Místico. El 26 de febrero, se anunció que Místico, Volador Jr., La Sombra y El Felino se enfrentarían en un Fatal 4-Way Match de Apuestas como el evento principal del Homenaje a Dos Leyendas. La Sombra fue el primer hombre atrapado en Dos Leyendas y El Felino fue el segundo, lo que obligó a los dos a poner sus máscaras en la línea. Después de una larga lucha, La Sombra cubrió a El Felino. Después del combate se desenmascaró y anunció que su verdadero nombre.

## Campeonatos y logros
- Consejo Mundial de Lucha Libre
  - Campeonato Mundial de Peso Wélter del CMLL (3 veces)
  - Campeonato Nacional de Peso Wélter (1 vez)
  - Campeonato Nacional de Tríos (2 veces) – con Safari & Volador Jr. (1)[11] y Mr. Niebla & Negro Casas (1)
  - Leyenda de Plata (2002)[12]
  - Torneo Gran Alternativa (1999 (II)) - con Tigre Blanco[13]

- International Wrestling Revolution Group
  - Campeonato Intercontinental en Parejas de la IWRG (1 vez) – con El Pantera[14]
  - Campeonato Intercontinental de Tríos de la IWRG (1 vez) – con Negro Casas & Heavy Metal[15]

- World Wrestling Association
  - WWA Welterweight Championship (2 veces)

- Pro Wrestling Illustrated

- - Situado en el N.º 70 en los PWI 500 de 1997[16]
  - Situado en el N.º 71 en los PWI 500 de 1998[17]
  - Situado en el N.º 58 en los PWI 500 de 1999[18]
  - Situado en el N.º 124 en los PWI 500 de 2000[19]
  - Situado en el N.º 163 en los PWI 500 de 2001[20]
  - Situado en el N.º 207 en los PWI 500 de 2002[21]
  - Situado en el N.º 112 en los PWI 500 de 2003[22]
  - Situado en el N.º 200 en los PWI 500 de 2004[23]
  - Situado en el N.º 220 en los PWI 500 de 2005[24]
  - Situado en el N.º 156 en los PWI 500 de 2006[25]
  - Situado en el N.º 176 en los PWI 500 de 2007[26]
  - Situado en el N.º 297 en los PWI 500 de 2008[27]
  - Situado en el N.º 179 en los PWI 500 de 2010[28]